# Бур (Горња Марна)
Бур (фр. Bourg) насеље је и општина у североисточној Француској у региону Шампањ-Арден, у департману Горња Марна која припада префектури Лангр.
По подацима из 2011. године у општини је живело 149 становника, а густина насељености је износила 20,61 становника/km². Општина се простире на површини од 7,23 km². Налази се на средњој надморској висини од 459 метара.

## Демографија
| 1962. | 1968. | 1975. | 1982. | 1990. | 1999. | 2011. |
| ----- | ----- | ----- | ----- | ----- | ----- | ----- |
| 114   | 115   | 112   | 139   | 165   | 151   | 149   |

График промене броја становника у току последњих година